# 질량작용의 법칙
질량작용의 법칙(質量作用의法則, Law of mass action)은 반응속도가 농도나 활동도에 비례한다는 법칙이다.

## 같이 보기
- 화학 평형
- 화학 퍼텐셜
- 평형 상수